# Katori (sanctuar)
Katori (香取神宮 Katori Jingū?) este un sanctuar șintoist din orașul Katori în prefectura Chiba, Japonia. Este un ichinomiya din fosta provincie Shimōsa și este sanctuarul principal dintre cele aproximativ 400 de sanctuare Katori din toată țara (amplasate preponderent în regiunea Kantō).
Cel mai important festival al sanctuarului se organizează anual pe 14 aprilie, cu o mare sărbătoare ce se desfășoară pe parcursul a trei zile la fiecare 12 ani.

## Kamiconsacrat
Principala zeitate (kami) a sanctuarului Katori este Futsunushi (経津主神 Futsunushi-no-kami?), kami al săbiilor și fulgerelor și general al lui Amaterasu.

## Istoric
Înființarea sanctuarului Katori este datată în preistorie. Conform Hitachi Fudoki, o înregistrare străveche, și conform tradiției sanctuarului, acesta a fost înființat în 643 î.Hr., al 18-lea an al domniei împăratului Jimmu. În această perioadă, clanul Ō (多氏 Ō-shi?) a migrat din provincia Higo din Kyushu, cucerind triburi locale emishi și formând o alianță cu clanul Nakatomi aflat în apropiere, precursori ai clanului Fujiwara, la ceea ce este acum sanctuarul Kashima.
În analele Engishiki de la mijlocul perioadei Heian, sanctuarul este clasificat ca „Jingū”, alături de sanctuarele Ise și Kashima.

## Structuri importante
Honden al sanctuarului Katori a fost reconstruit în mod tradițional la fiecare 20 de ani, similar cu sistemul utilizat la sanctuarul Ise până când acesta din urmă s-a destrămat în perioada Sengoku. Structura actuală a fost construită în 1700 și este desemnată drept Patrimoniu cultural important.
Poarta Rōmon de la sanctuarul Katori a fost construită și ea în 1700 și este, de asemenea, desemnată patrimoniu cultural important. Pe ea să află o plăcuță scrisă de amiralul de flotă Tōgō Heihachirō.

## Comori naționale
Sanctuarul Katori deține o comoară națională, Kaijū Budō Kagami (海獣葡萄鏡?), o oglindă rotundă din cupronichel cu un diametru de 29,6 centimetri și o greutate de 4,56 kilograme. Datând probabil din perioada dinastiei Tang din China, oglinda este decorată cu desene de flori în relief, insecte și o varietate de animale reale și mitologice. Este aproape identică cu o oglindă deținută de Trezoreria Shosoin din Nara. Oglinda este păstrată la Muzeul Național Nara.
Mai mult, sanctuarul deține o pereche de komainu din ceramică de Koseto, care au o înălțime de 17,6 și, respectiv, 17,9 centimetri. Datând din perioada Muromachi, una dintre aceste statui a fost reprezentată pe un timbru de 250 de yeni japonezi. Setul de statui este desemnat drept patrimoniu cultural important.

## Galerie

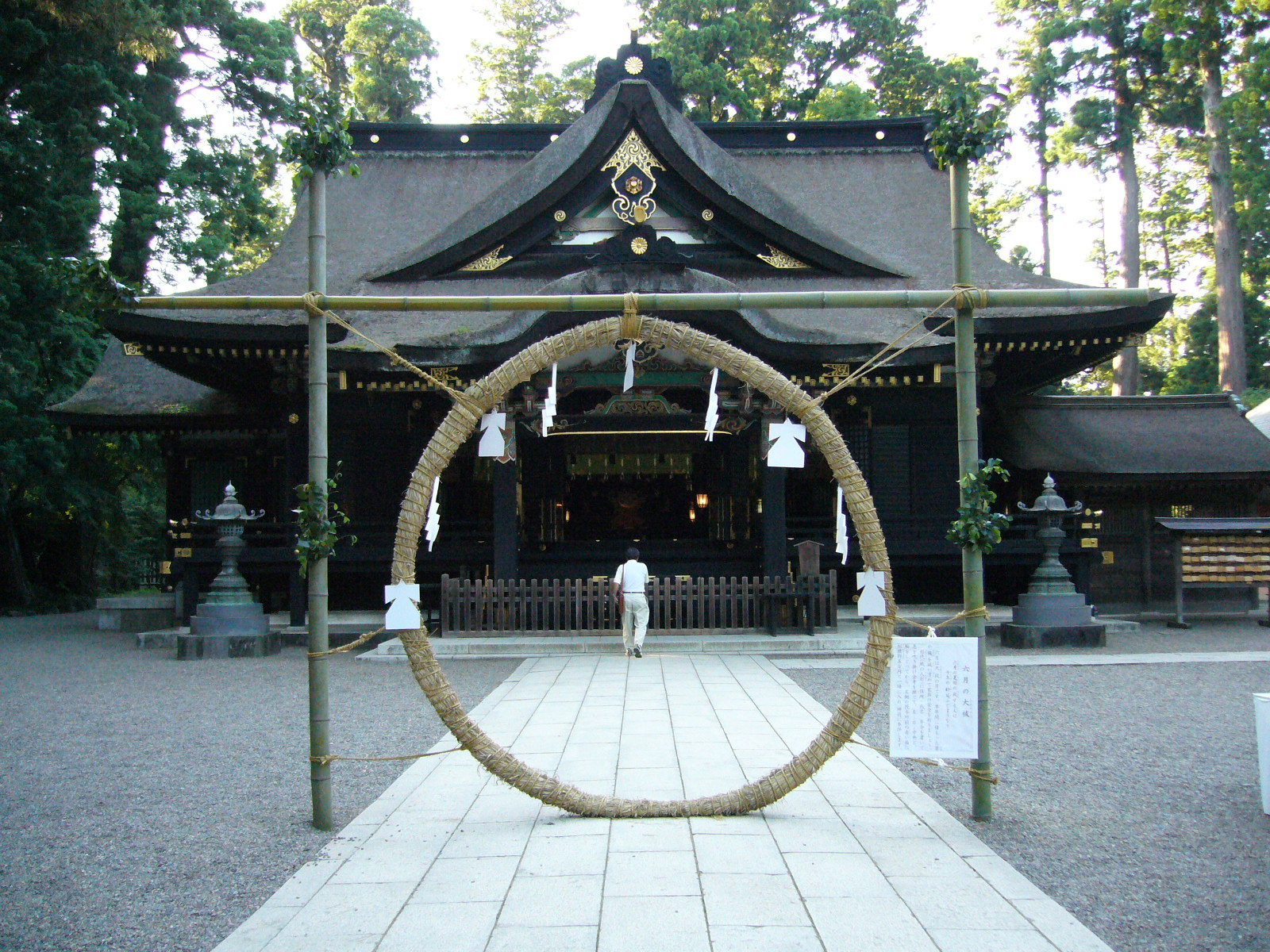
Ōharae
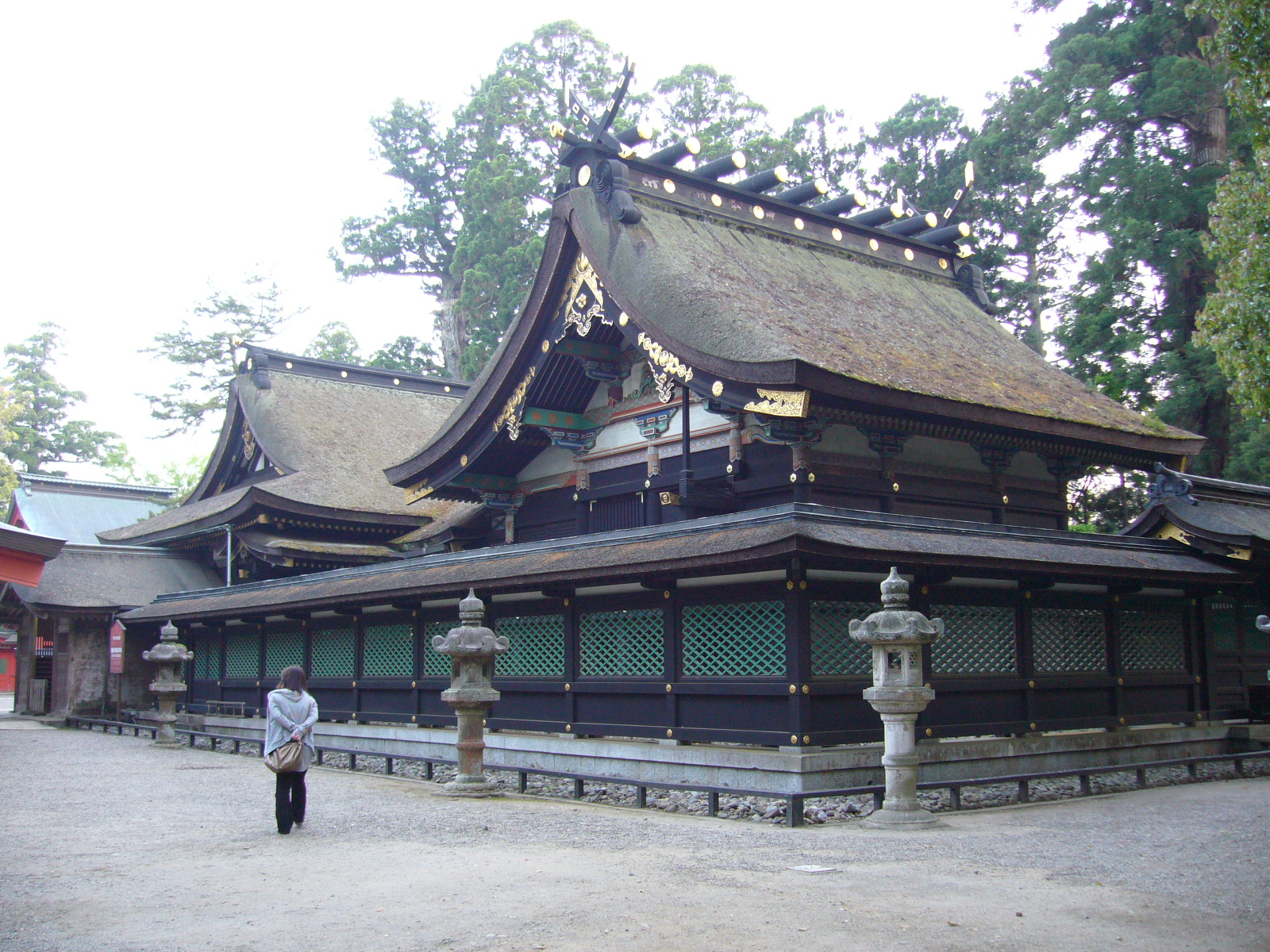
Honden (sala principală)
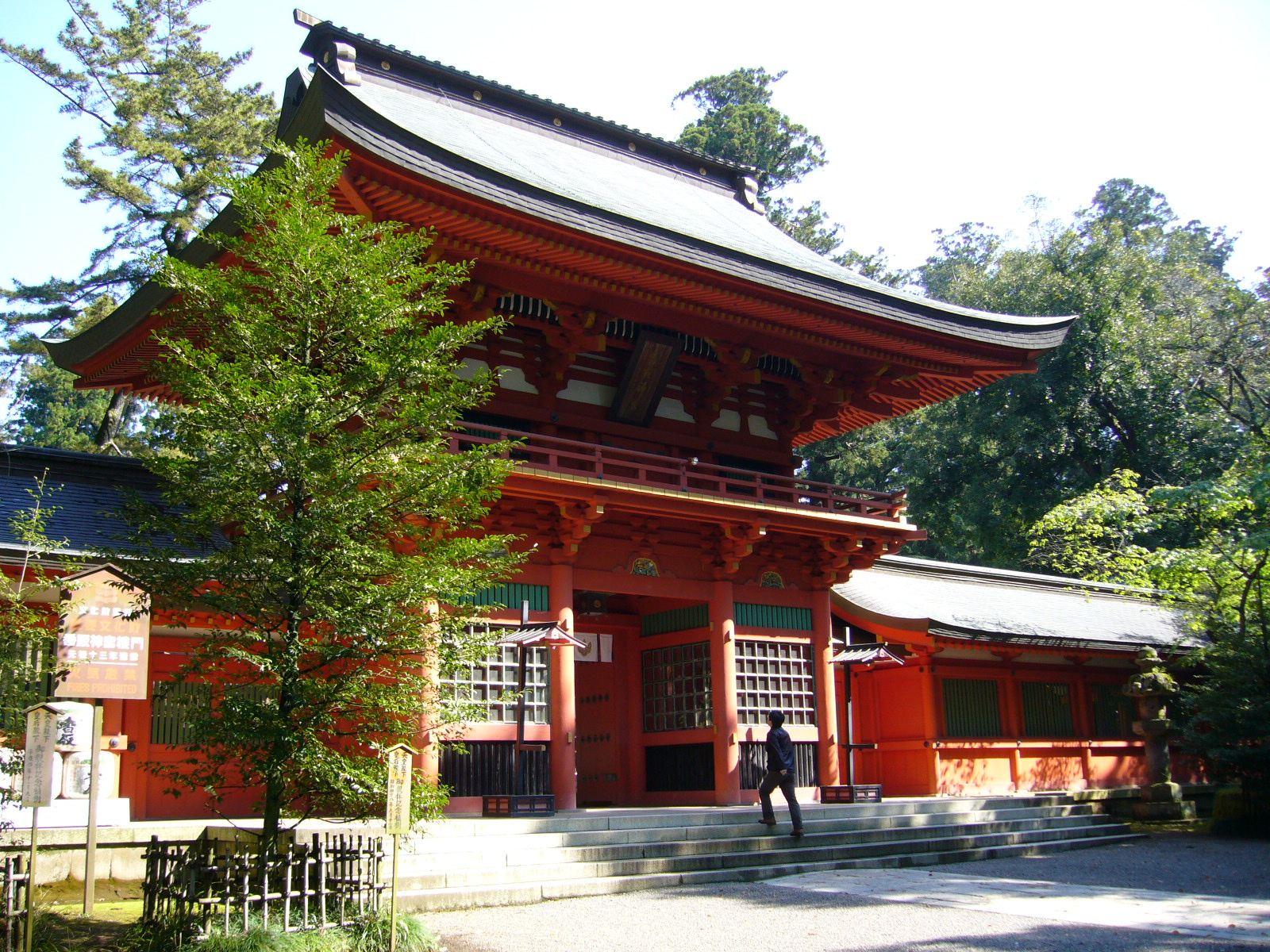
Rōmon
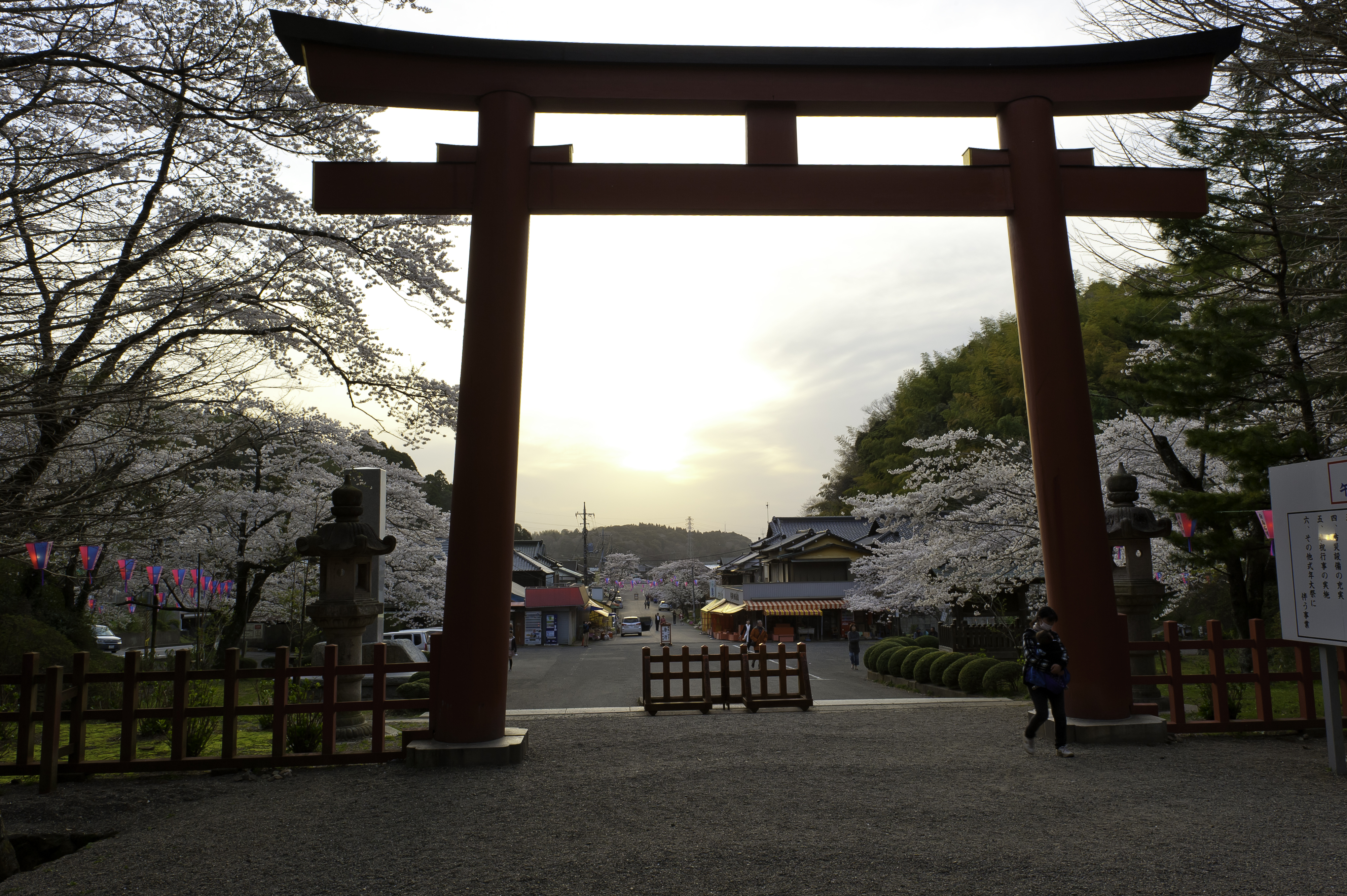